# Saint-Martin-d'Arcé
Saint-Martin-d'Arcé var en kommun i departementet Maine-et-Loire i regionen Pays de la Loire i nordvästra Frankrike. Kommunen låg i kantonen Baugé som tillhör arrondissementet Saumur. Området som utgjorde den tidigare kommunen Saint-Martin-d'Arcé hade 773 invånare år 2017.
Kommunen upphörde den 1 januari 2013, då den slogs samman med kommunerna Baugé, Montpollin, Pontigné och Le Vieil-Baugé till den nya kommunen Baugé-en-Anjou.

## Befolkningsutveckling
Antalet invånare i kommunen Saint-Martin-d'Arcé
| Referens: INSEE |